# شهرستان ادگار (ایلینوی)
شهرستان ادگار (به انگلیسی: Edgar County) یک شهرستان در ایالات متحده آمریکا است که در ایلینوی واقع شده‌است. شهرستان ادگار ۱٬۶۱۶٫۱۶ کیلومتر مربع مساحت دارد.